# Walter Borzani
Walter Borzani (São Paulo, 7 de novembro de 1924 – 28 de fevereiro de 2008) foi um engenheiro químico, pesquisador e professor universitário brasileiro. 
Grande oficial da Ordem Nacional do Mérito Científico e membro titular da Academia Brasileira de Ciências, Walter era professor catedrático da Universidade de São Paulo e professor pleno do Departamento de Engenharia Química e de Alimentos da Escola de Engenharia Mauá do Centro Universitário do Instituto Mauá de Tecnologia. Foi presidente da FAPESP de 1973 a 1975.

## Biografia
Walter nasceu na capital paulista, em 1924. Formou-se em Engenharia Química, em 1947, pela Escola Politécnica da Universidade de São Paulo e no ano seguinte ingressou como professor assistente na mesma instituição. Professor catedrático da Universidade de São Paulo (USP) de 1953 a 1982, quando se aposentou, atuou na Escola Politécnica, na Faculdade de Ciências Farmacêuticas e no Instituto de Química da USP.
Após a aposentadoria da USP, continuou trabalhando como pesquisador na Escola de Engenharia Mauá do Instituto Mauá de Tecnologia e como consultor da Bionext Produtos Biotecnológicos, em São José dos Pinhais (PR).
Trabalhou como consultor do IPT e da CETESB. Foi Professor visitante da Universidade Federal do Rio de Janeiro e da Universidade Católica de Valparaiso, no Chile. Orientou 40 trabalhos de pós-graduação (mestrado, doutorado e livre-docência) e publicou, no país e no exterior, cerca de 192 trabalhos de pesquisa voltados principalmente, ao estudo da cinética de processos fermentativos, fermentação contínua, fermentação semicontínua, fermentação descontínuo-alimentada e tecnologia de fermentações.
Foi co-editor e co-autor do livro Biotecnologia, em três volumes, publicado em 1975, o primeiro sobre o assunto escrito na América Latina. Entre 1981 e 1983, mais um volume foi adicionado. A edição foi totalmente reescrita em 2001.

## Morte
Walter morreu em 28 de fevereiro de 2008, na capital paulista, aos 83 anos.

## Prêmios
- 2003 - Professor do Ano, Associação dos Engenheiros Politécnicos
- 1996 - Ordem Nacional do Mérito Científico - Classe Grã-Cruz, Presidência da República
- 1989 - Medalha de Mérito e Medalha de Serviços Prestados, CONFEA/CREA
- 1987 - Prêmio Moinho Santista, Fundação Moinho Santista
- 1983 - Prêmio Nacional de Ciência e Tecnologia - Área de Ciências da Engenharia, Conselho Nacional de Desenvolvimento Científico e Tecnológico
- 1979 - Prêmio Fritz Feigl, Conselho Regional de Química - IV Região
- 1978 - Medalha D. Pedro II, Instituto Histórico e Geográfico de São Paulo